# Антарес (ракета-носач)
Антарес је ракета носач коју производи америчка приватна ваздухопловна компанија Орбитал сајенсес. Компанија је пројектовала ракету са циљем да се пробије на тржиште лансирања терета за агенцију НАСА на Међународну свемирску станицу и комерцијалних сателита у орбиту.

## Експлозија у октобру 2014.
При лансирању летелице за снабдевање МСС Сигнус, 28. октобра 2014. године, дошло је до експлозије на моторима првог степена ракете само шест секунди након узлетања са лансирне рампе постројења Валупс у Вирџинији. Систем за прекид полетања ракете активиран је пре него што је она пала назад на тло, али је ипак дошло до огромне експлозије која је у потпуности уништила ракету и брод Сигнус. Срећом није било жртава ни повређених, а и сама лансирна рампа је врло мало оштећена, јер ракета није пала директно на њу. Компанија Орбитал убрзо након несреће је оформила комисију која ће истражити узроке експлозије.
Годину дана након експлозије установљено је да је узрок несреће грешка направљена током израде турбопумпе једног ракетног мотора. Независна комисија агенције НАСА установила је да је поред тога, направљен низ пропуста током тестирања ракетног мотора, када су одређене грешке у изради могле да буду примећене. НАСА је у почетком новембра 2015. објавила додатне фотографије експлозије снимљене камерама које су биле постављене у близини лансирне рампе.

## Нови мотор првог степена
Компанија Орбитал је 17. децембра 2014. г. објавила да ће моторе АЈ-26 (руска ознака НК-33) заменити ракетни мотор РД-181, такође руске производње, базиран на мотору РД-191 развијеном за покретање РН Ангара. Нови мотор имаће већи потисак од НК-33, тако да ће поред поузданости и носивост ракете-носача бити увећана. Ова одлука донета је након несреће у којој је изгубљена летелица Сигнус, а за коју је према подацима највероватније одговорна турбо–пумпа једног од два мотора АЈ-26 који покрећу први степен ракете. У потписаном уговору се наводи да компанија од Енергомаша купује 20 мотора за милијарду долара, а да има опцију да касније купи још две транше од по 20 мотора.
Крајем маја 2016. успешно је спроведено прво статичко паљење првог степена ракете са новим моторима. Мотори су прво радили пар секунди са максималним потиском, а након тога са смањеним све до 50% како би се симулирали услови током лета. Инжењери ће прегледати податке прикупљене током теста, а први лет са новим моторима био је заказан је за 6. јул, али је одложен за август.